# Järnforsen
Järnforsen är en tätort i västra delen av Hultsfreds kommun i Kalmar län, vid Riksväg 47. Närmsta tätorter är Virserum, Målilla, Pauliström, Mörlunda och Kvillsfors. Tätorten byggdes upp kring järnvägen, som kom till orten 1906, den lades ned för allmän trafik 1961. Emådalsbanan med turisttraffik gick under en tid genom orten. Emån genomflyter samhället och Järnforsens kraftstation dämmer sedan 1960-talet upp ån för elproduktionsändamål. Nedströms kraftverket mynnar Sällevadsån som även den går genom samhället. Järnforsens stoppmöbler var verksamt på orten, men eldhärjades svårt år 2017 och lades ned.

## Befolkningsutveckling
| Befolkningsutvecklingen i Järnforsen 1960–2020 | Befolkningsutvecklingen i Järnforsen 1960–2020 | Befolkningsutvecklingen i Järnforsen 1960–2020 | Befolkningsutvecklingen i Järnforsen 1960–2020 | Befolkningsutvecklingen i Järnforsen 1960–2020 |
| ---------------------------------------------- | ---------------------------------------------- | ---------------------------------------------- | ---------------------------------------------- | ---------------------------------------------- |
|                                                |                                                |                                                |                                                |                                                |
| År                                             |                                                |                                                | Folkmängd                                      | Areal (ha)                                     |
| 1960                                           | 1960                                           |                                                | 706                                            |                                                |
| 1965                                           | 1965                                           |                                                | 730                                            |                                                |
| 1970                                           | 1970                                           |                                                | 727                                            |                                                |
| 1975                                           | 1975                                           |                                                | 751                                            |                                                |
| 1980                                           | 1980                                           |                                                | 705                                            |                                                |
| 1990                                           | 1990                                           |                                                | 683                                            | 127                                            |
| 1995                                           | 1995                                           |                                                | 642                                            | 133                                            |
| 2000                                           | 2000                                           |                                                | 552                                            | 133                                            |
| 2005                                           | 2005                                           |                                                | 539                                            | 133                                            |
| 2010                                           | 2010                                           |                                                | 489                                            | 135                                            |
| 2015                                           | 2015                                           |                                                | 510                                            | 142                                            |
| 2020                                           | 2020                                           |                                                | 426                                            | 133                                            |
|                                                |                                                |                                                |                                                |                                                |

## Historik

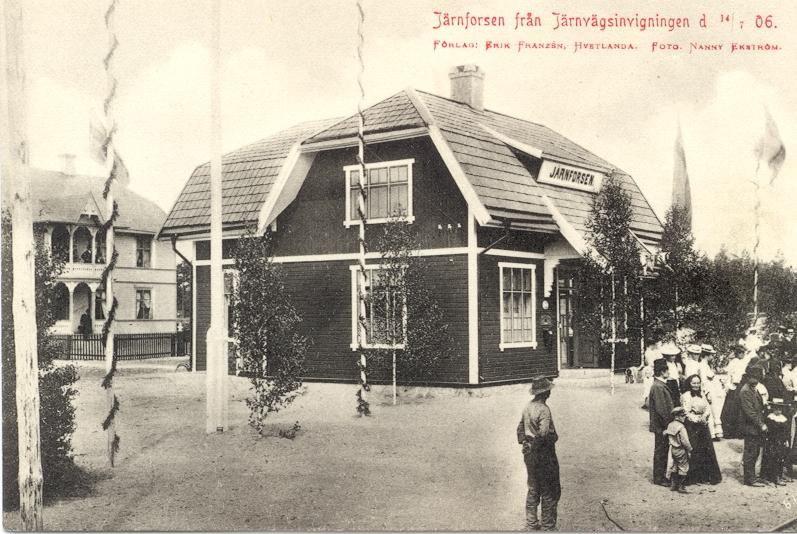
Invigningen av Järnforsens station den 14 juli 1906.

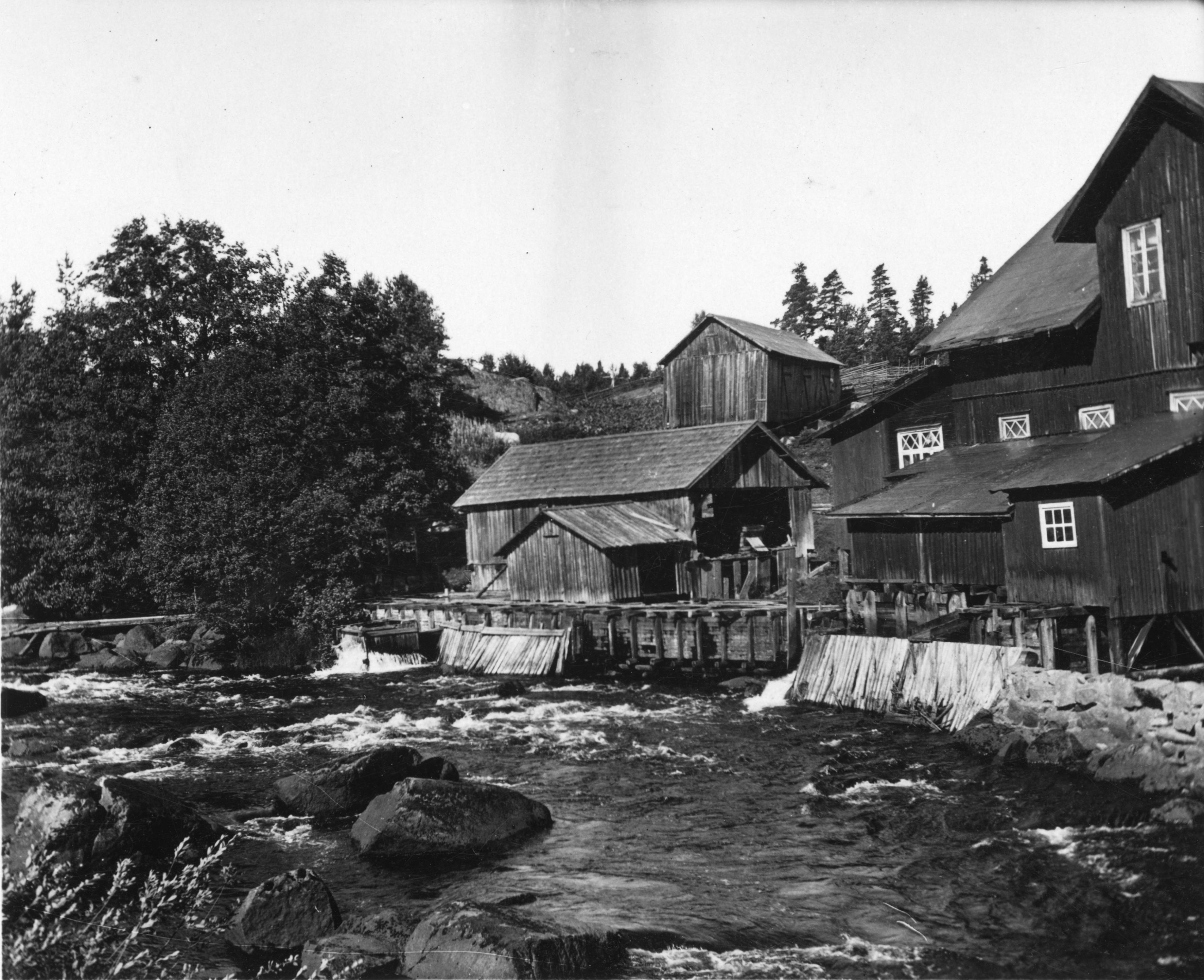
Möbelfabriken år 1931.

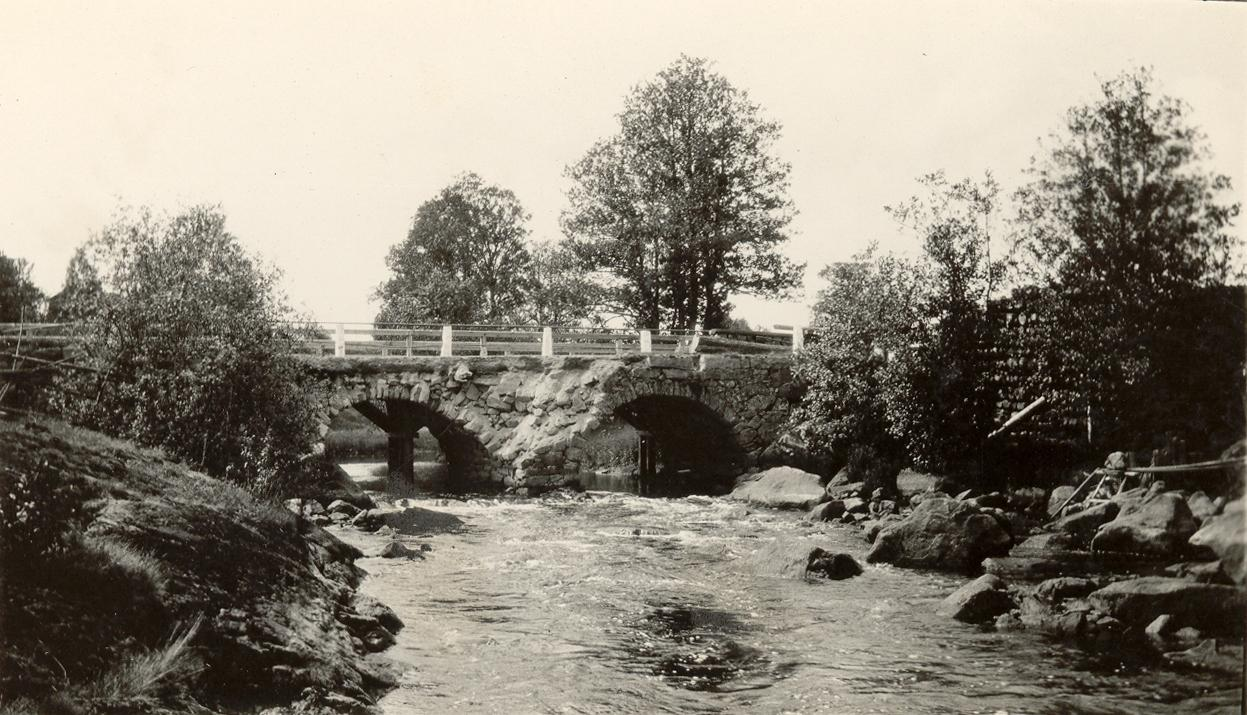
Gamla landsvägsbron över Järnforsen 1933 som revs för att bygga kraftstationen. Text på bilden: Kapten Lundgren, kontrollant vid nya brobygget ansåg att den gamla bron var från 1400-talet.

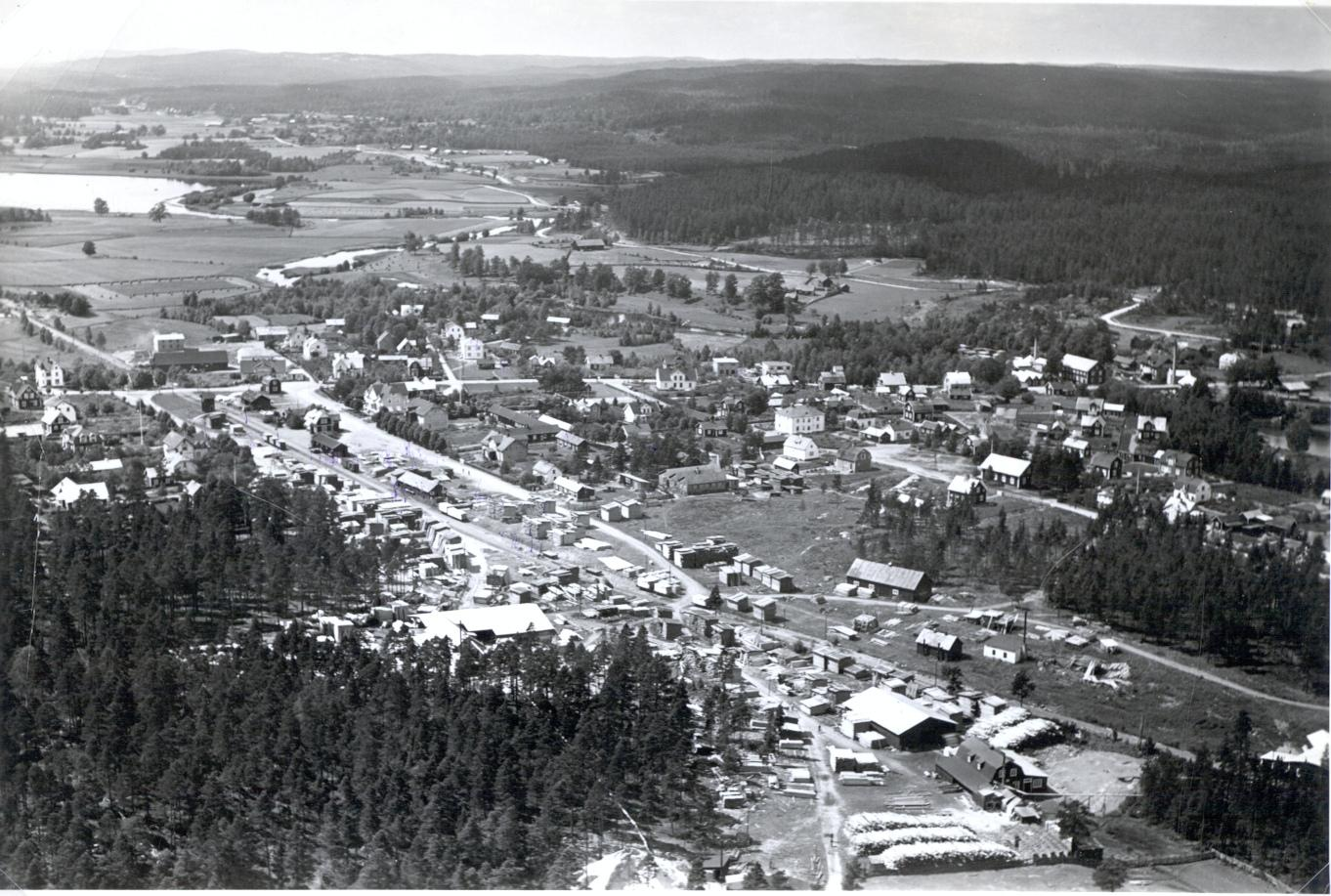
Flygbild över Järnforsen 1935.

Ortnamnet finns omtalat på slutet av 1400-talet som Järnfors quern  (avser en kvarn). Tätorten är framvuxen vid en fors i Emån med samma namn. Forsen ligger i samma vattenled som den närbelägna Järnsjön. De båda namnen liksom sockennamnet (Järeda) innehåller uppenbarligen ordet järn, dock oklart med vilken syftning, i detta fall.
Vid Järnforsen hade Järeda by vid 1800-talets mitt både kvarn och såg på den södra sidan. På den norra sidan låg en såg och torpet Brostugan som tillhörde det militära bostället (1896 trumpetareboställe) Prästnäs. Omkring sekelskiftet 1900 utökades sågverket på den norra stranden med möbelfabrikation genom Järnforsens Möbelfabrik. År 1940 avstyckades fabrikstomten som en självständig fastighet, vilken omfattade marken på båda sidor om det norra brofästet. År 1918 anlades en snickeri- och möbelfabrik även på den södra stranden: Kontorsmöbelfabriken, Gustafsson & Co. Båda fabrikerna hade senast år 1924 låtit installera likströmsgeneratorer om cirka 5-10 kW till sina turbiner, varför det alltså under 1900-talets första hälft fanns två mindre kraftverk vid Järnforsen.
Järnvägen mellan Vetlanda och Järnforsen invigdes den 14 juli 1906. En station byggdes i och med det vid järnvägen. Så småningom började ett samhälle att äxa fram kring järnvägen. Den historiska landsvägen (ung. dagens väg 47), följer tydligt Emåns dalgång och även järnvägen, som när den öppnades år 1906, förlades till samma stråk. Den allmänna trafiken på järnvägen uppehölls fram till den 1 september 1961. På 1970-talet revs Järnforsens station och ett antal närbelägna villor för att ge plats för hyreshus. 
Vid mitten av 1950-talet köptes Järnforsens Möbelfabrik, både själva firman och fastigheten med fallrätt, av Nyboholms pappersbruk. Möbeltillverkningsbolagets firmanamn ändrades till Järnforsens Kraft AB och projektering av ett vattenkraftverk inleddes. Möbelfabrikationen upphörde 1957 och i slutet av 1950-talet revs hela möbelfabriken utom den enda tegelbyggnaden, fabrikens pannhus. Den sparades för att kunna byggas om till transformatorstation med ställverk. Kraftverksbygget blev otursförföljt redan från början och drog ut över tiden och byggdes 1960-65. Kraftstationsbyggnaden fick en modernistisk utformning och lades i suterrängläge, med ett platt takbjälklag i nivå med den nya vägbro som sannolikt anlades i samband med kraftverksbygget. Den nya vägbron ersatte en äldre stenvalvsbro. De närmaste omgivningarna kring Järnforsens kraftverk är idag mycket öppna, sedan äldre bebyggelse rivits på båda sidorna av ån. Norr om kraftverket ligger framförallt villor, där den närmast belägna uppfördes som disponentvilla för möbelfabriken.
Den 14 maj 1987 invigdes en ny järnväg, den sk Emådalsbanan, som band samman industrierna inom området Vetlanda-Järnforsen-Pauliström. Den är numera nedlagd. Järnvägsspåret finns idag kvar men används ej längre.

## Samhället
Järnforsen har en mataffär, en förskola och en pizzeria/restaurang.

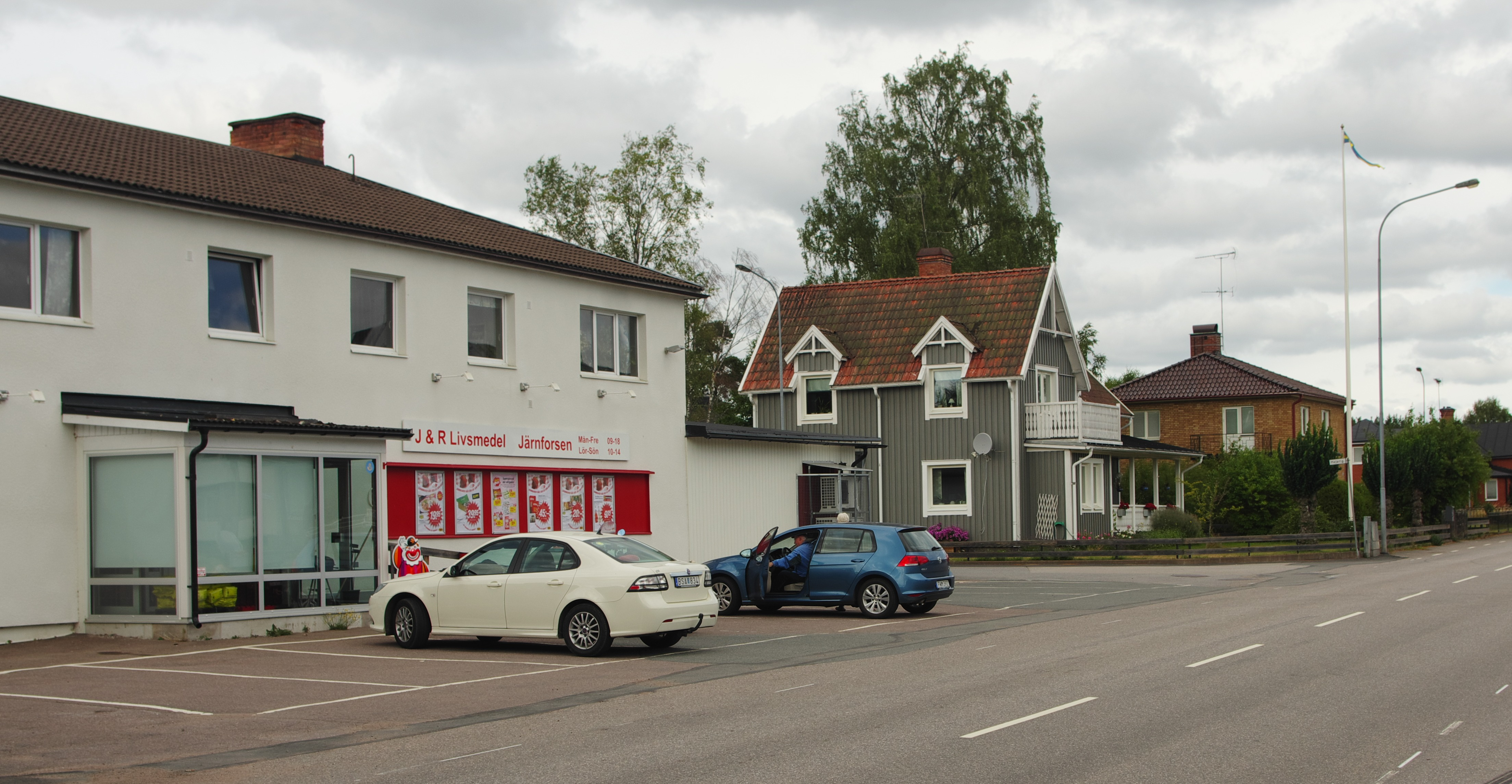
Storgatan 2016.

Järnforsen hade en F-6 skola, Järnforsens skola, byggd år 1959. Den lades ned 2023. Järnforsens stoppmöbler var verksamt på orten sedan 1970-talet, men eldhärjades svårt år 2017 och lades ned. Plåttillverkningsföretaget Plannja har huvudkontor och fabrik på orten.
Bakom pizzerian går smalspåret och där låg gamla Järnforsens station. Busshållplatsen "Järnforsens station" trafikeras av KLT linje 62 (Hultsfred - Målilla - Järnforsen - Virserum) och av JLT linje 344 (Vetlanda - Flugeby - Sjunnen - Holsbybrunn - Alseda - Ädelfors - Tälläng - Kvillsfors - Järnforsen - Målilla - Hultsfred).

Det finns 5 busshållplatser i Järnforsen. Järnforsens station, Forshaga, Klövdalavägen (62/344) Videbrovägen (344) Vallgatan (62). Järnforsens station ligger nära torget, affären och pizzerian och trafikeras av båda linjerna. Klövdalavägen och Videbrovägen ligger båda på Riksväg 47. Vallgatan ligger på Storgatan och ligger vid Järnforsens skola. Forshaga ligger vid vattenkraftverket nära korsningen till Riksväg 47.

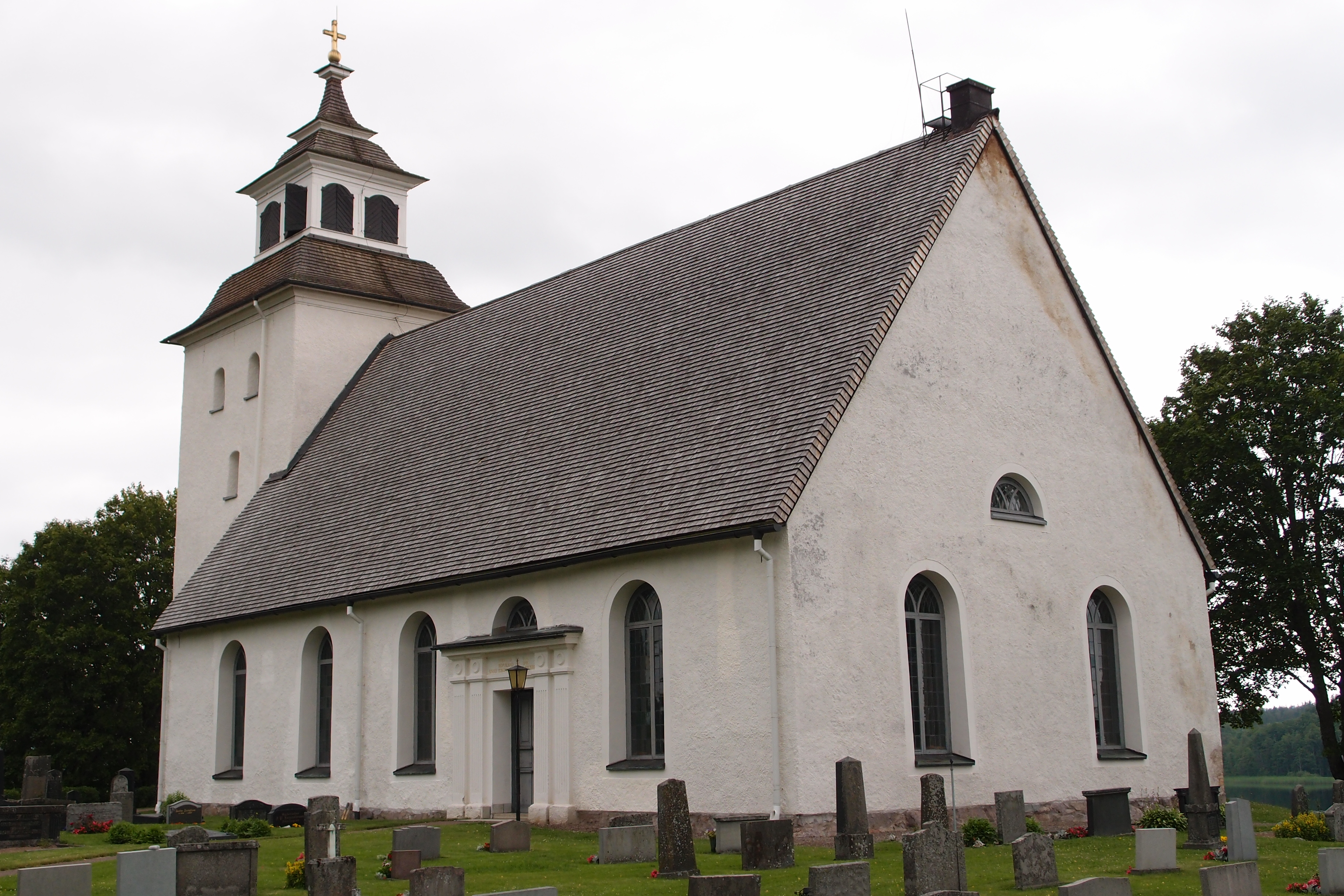
Järeda kyrka år 2011.

### Sevärdheter
Järeda kyrka är en kyrka byggd på 1700-talet som ligger på ruiner av en äldre kyrka. Söder om Järnforsen finns i Slättemossa, Sveriges enda lokaliserade förekomst av ögondiorit. I utkanten av Järnforsen mot Vetlanda vid Riksväg 47 finns bland annat "Domarringen", en samling större stenar i en ring. Enligt lokal tradition är det en medeltida tingsplats, och en avrättningsplats där folk kastades i Emån för att drunkna efter fällande dom.  Idag går Riksväg 47 över ån. Bredvid vägen finns även en gammal stenvalvsbro över ån.

## Galleri

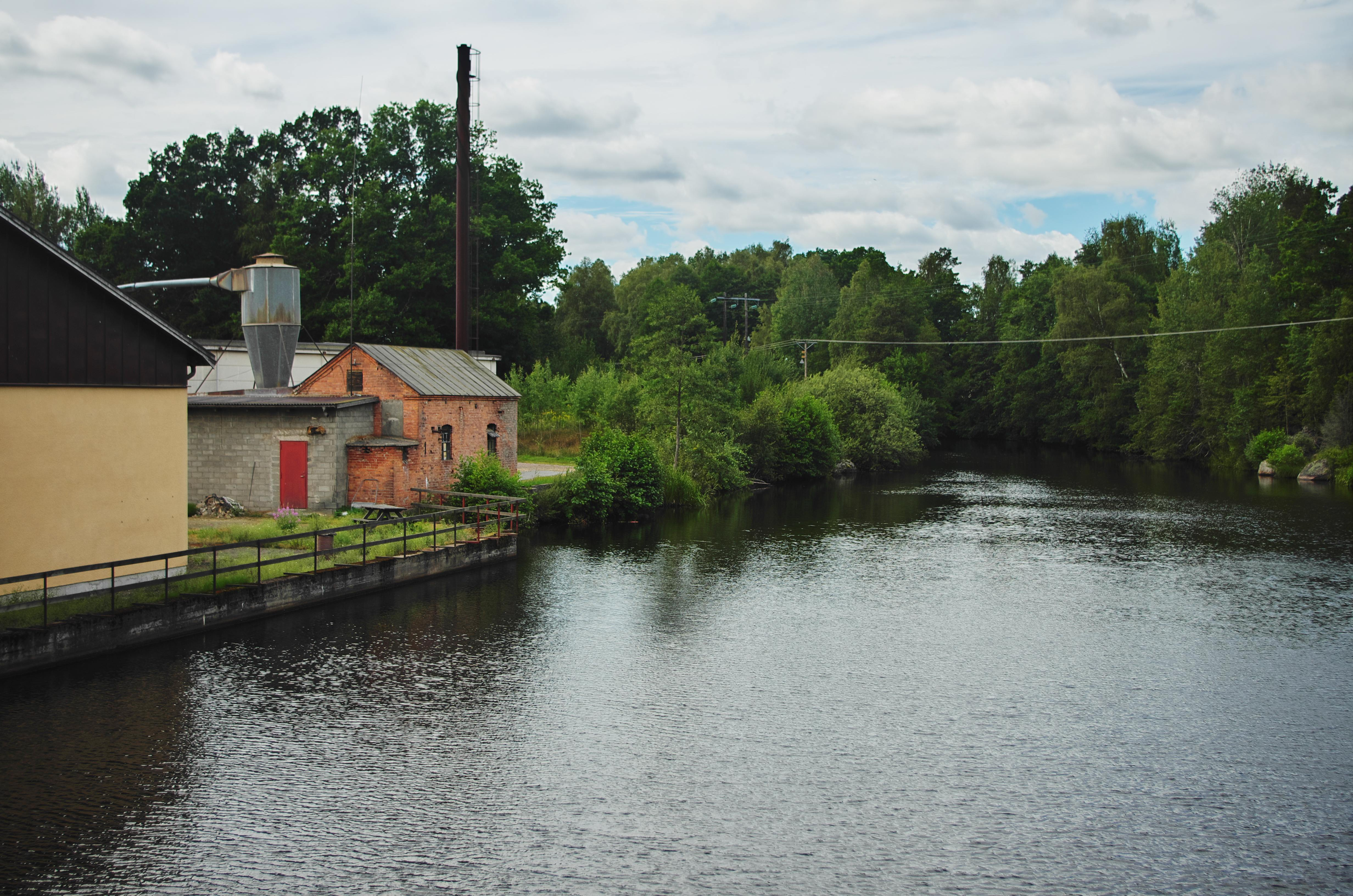
Kraftverket vid Emån västerut 2016.
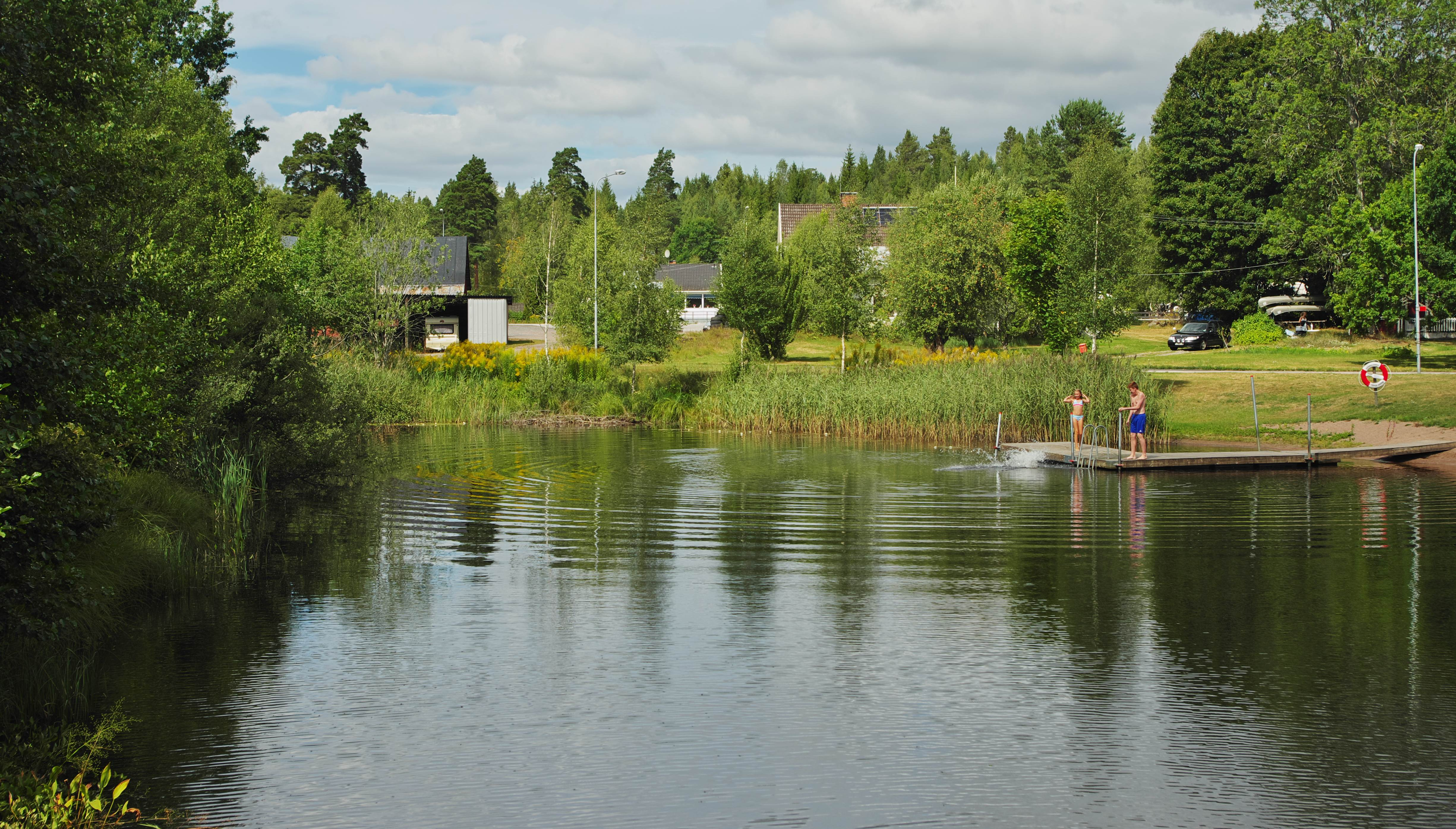
Baddammen i Sällevadsån.
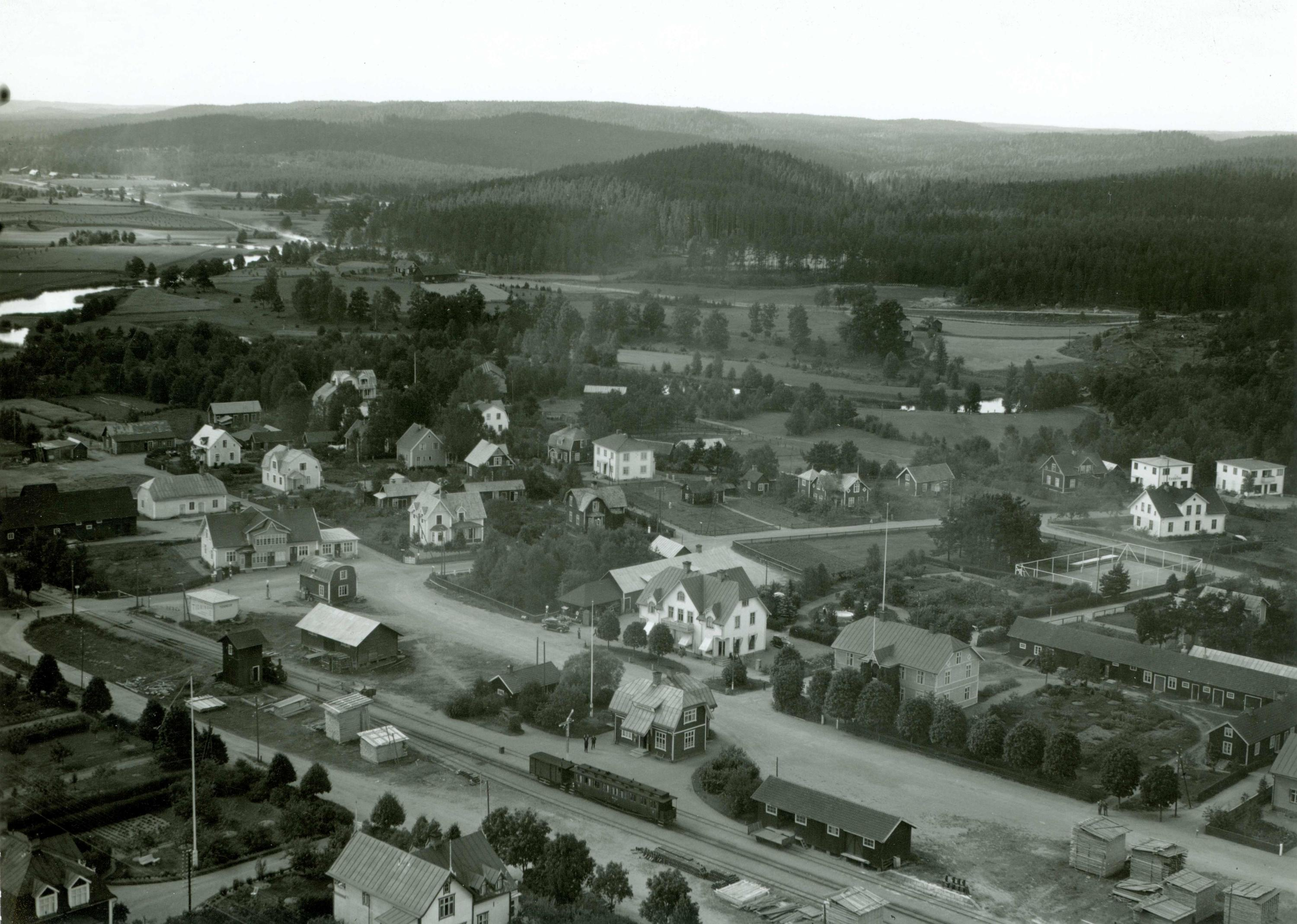
Flygbild över Järnforsen 1938.
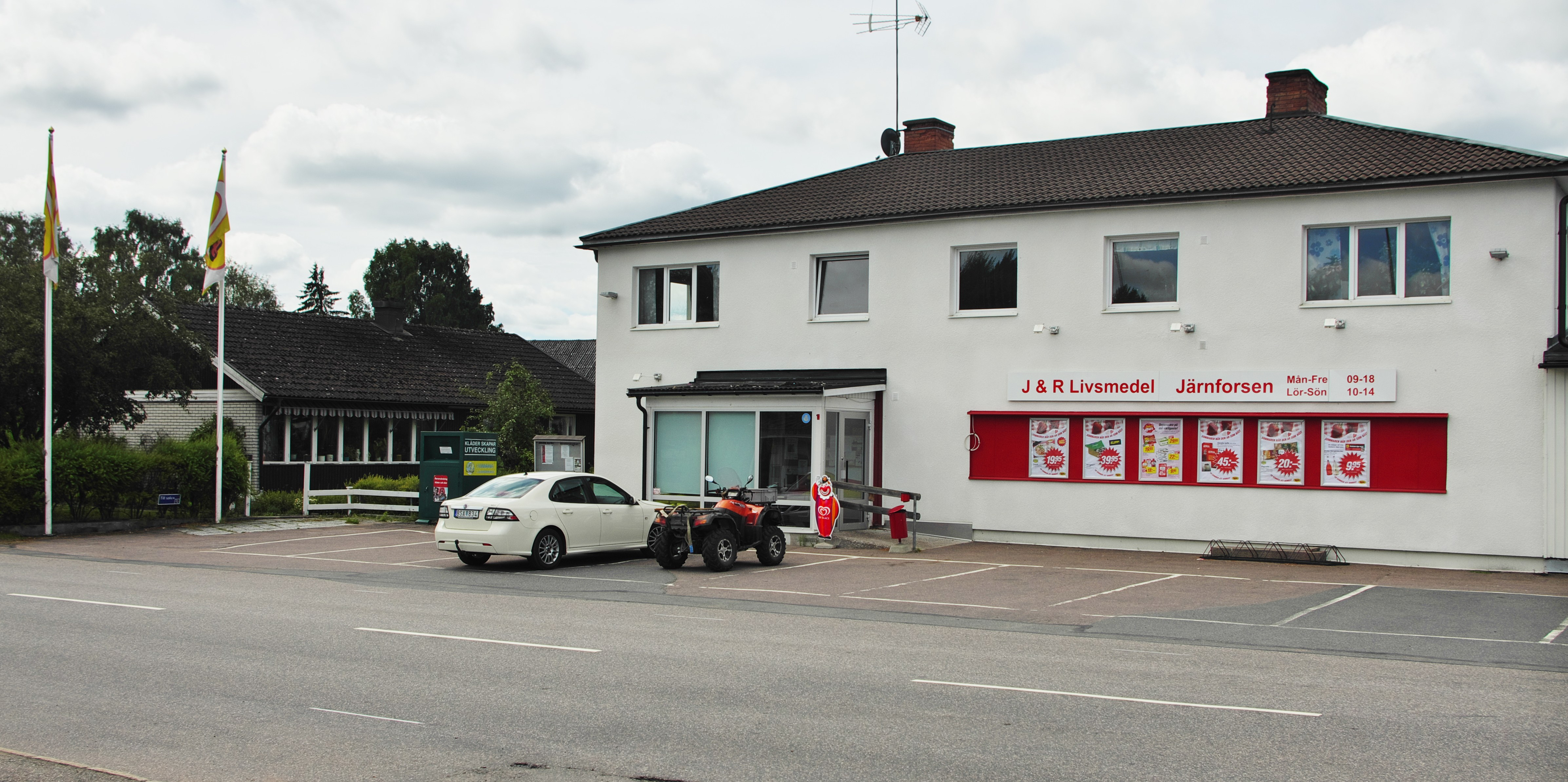
Den numera nedlagda livsmedelsbutiken på Storgatan 2016.
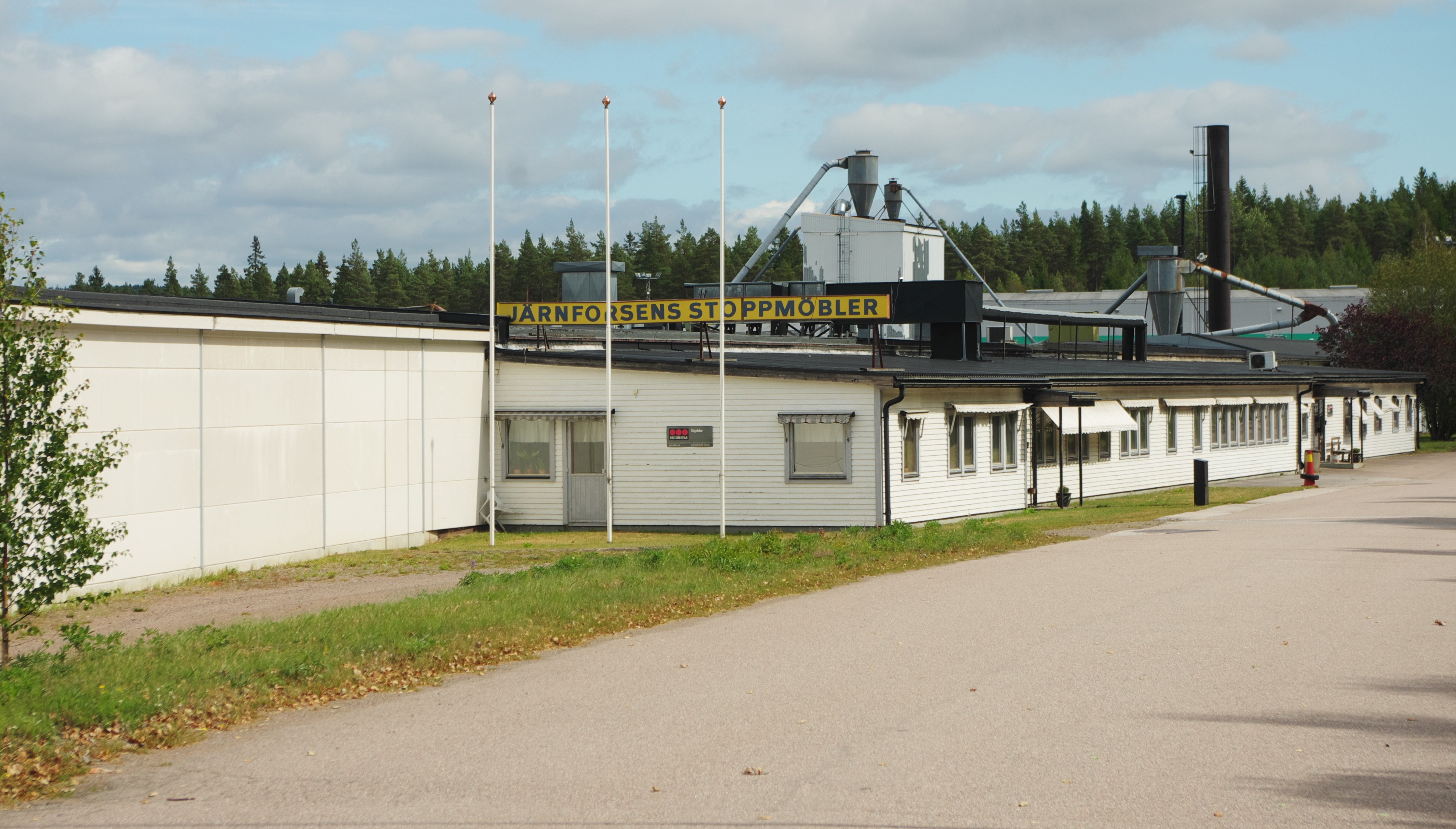
Järnforsens stoppmöbler 2016, året innan den brann ned.
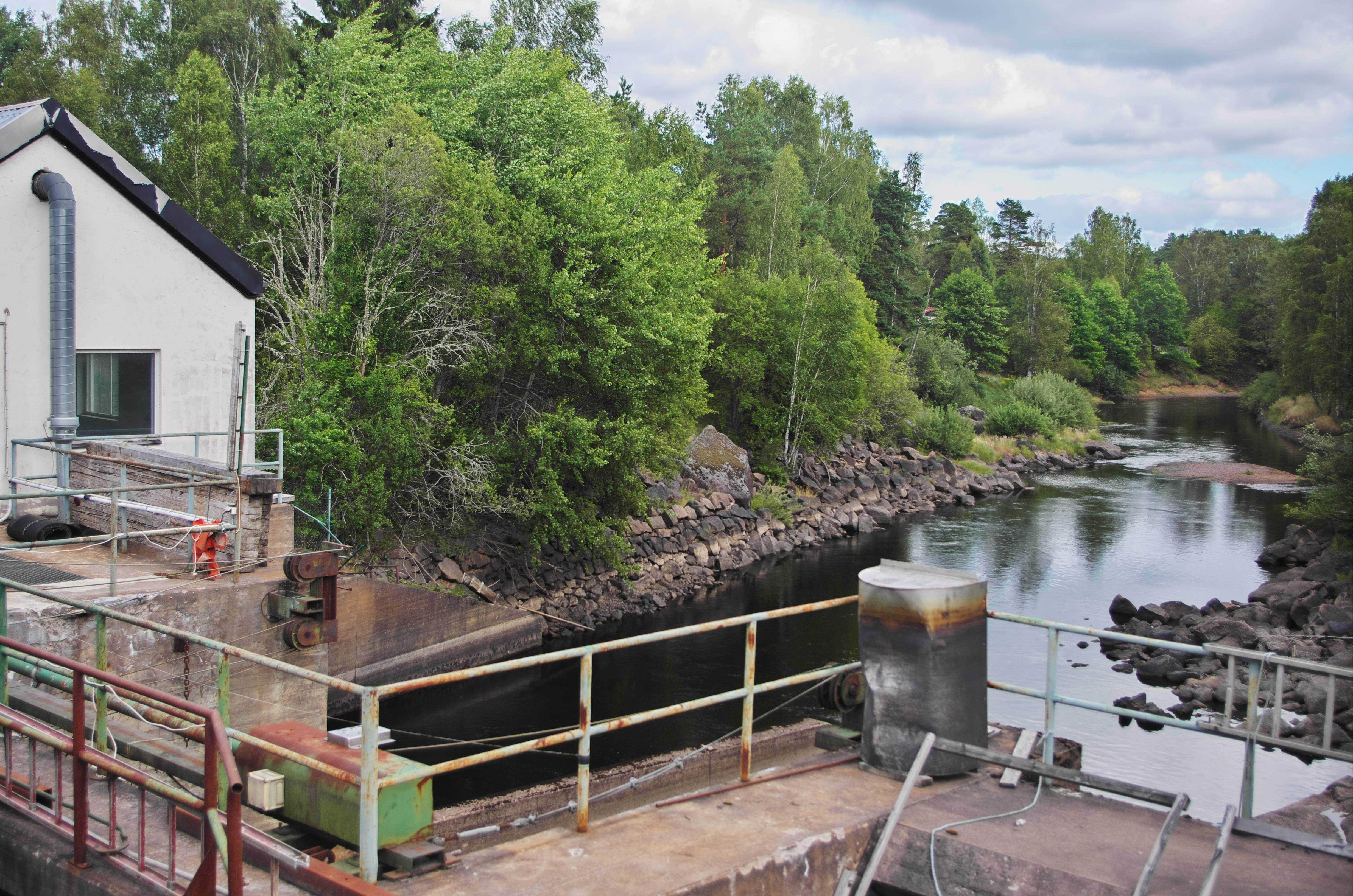
Kraftstationen.
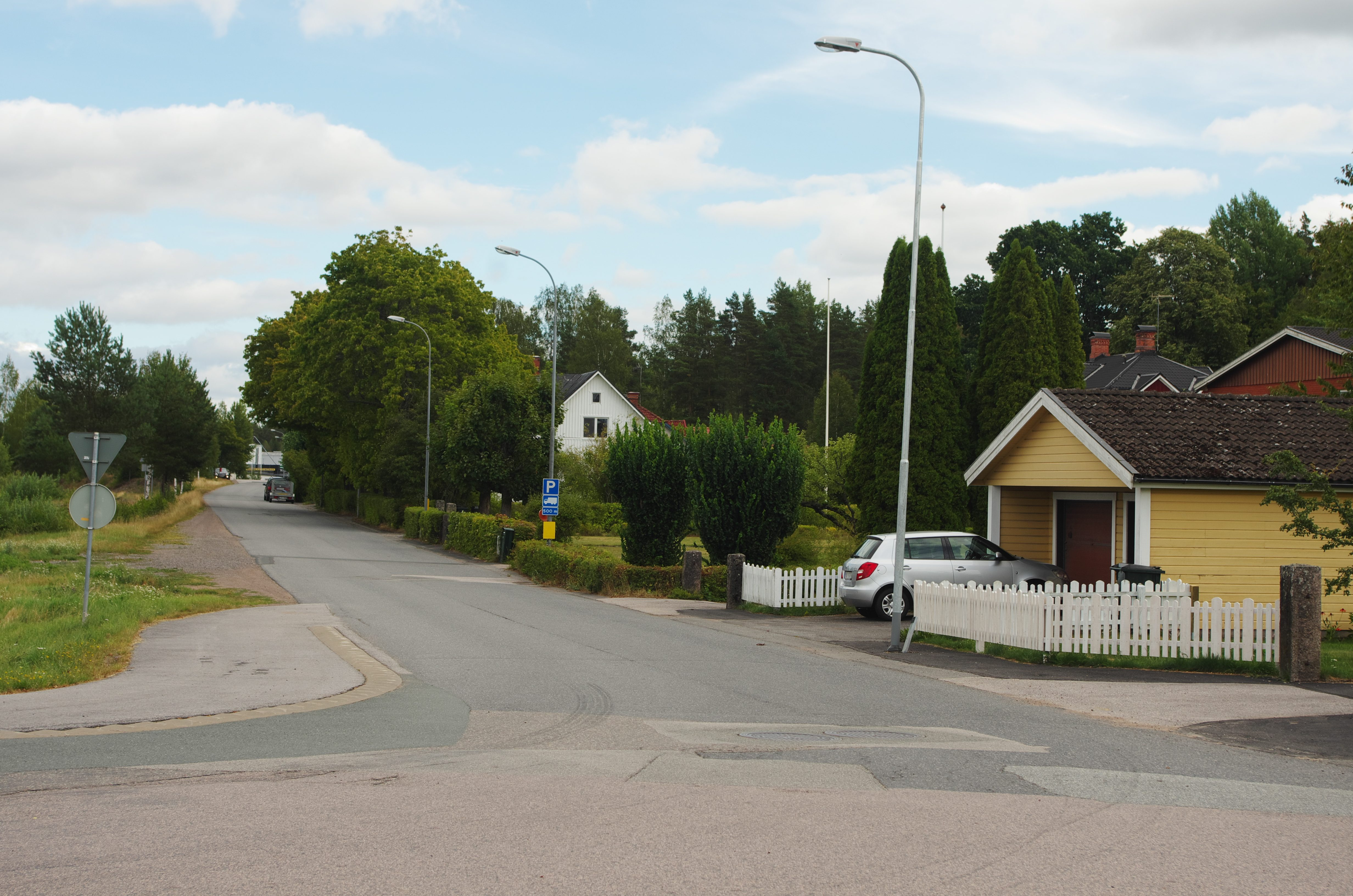
Korsningen Storgatan-Industrivägen 2016.
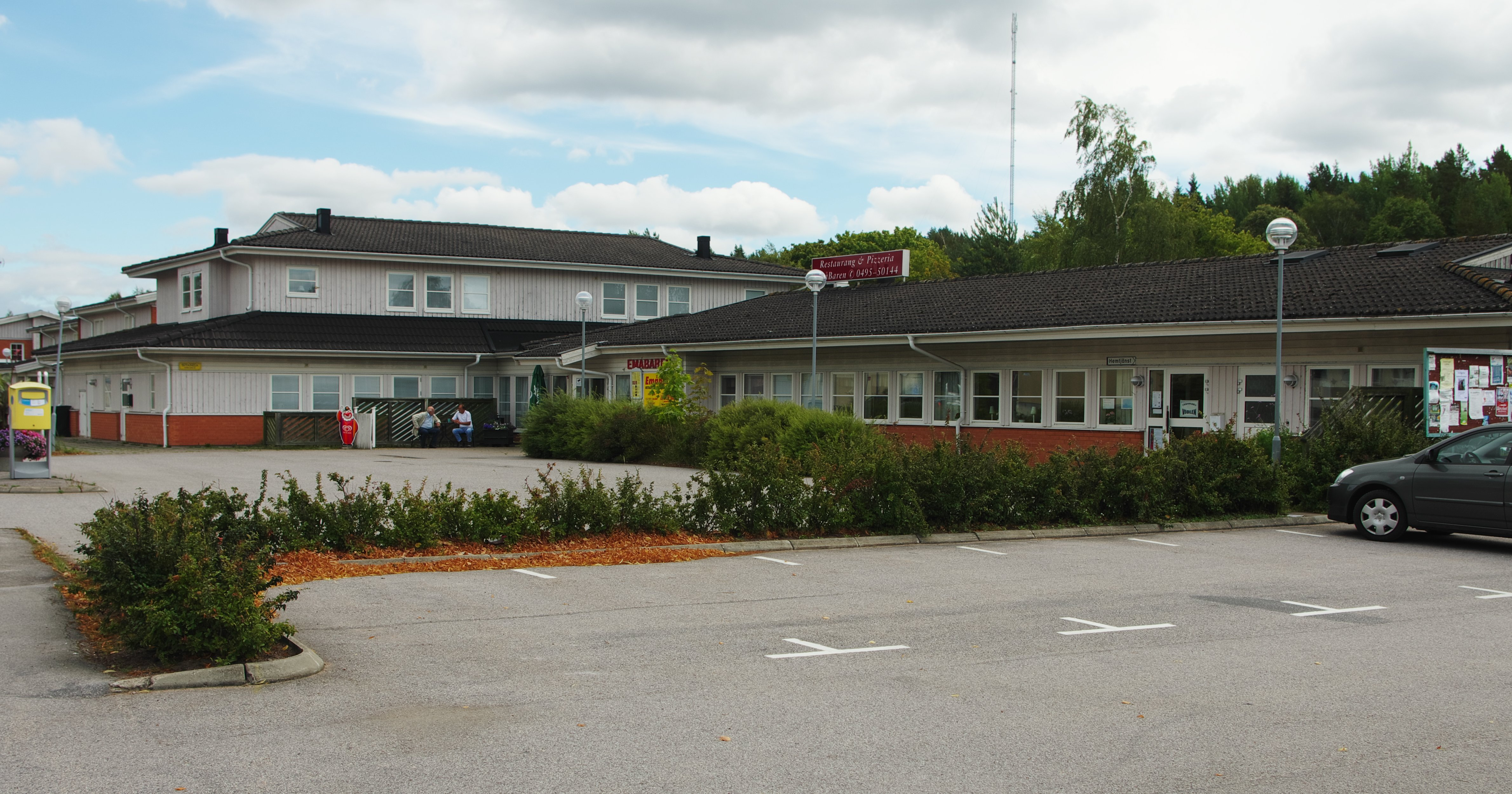
Platsen där Järnforsens station låg.
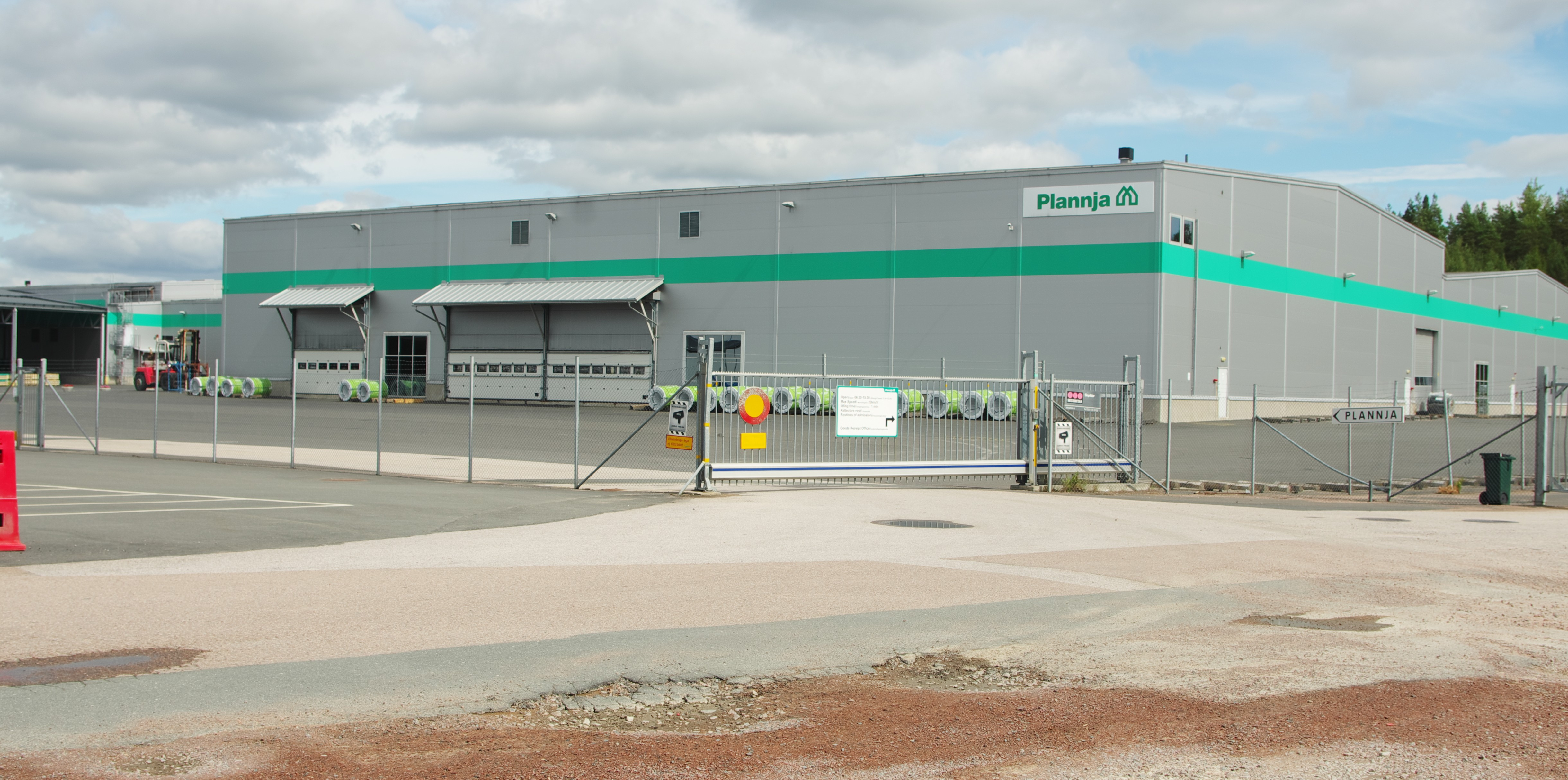
Plåttillverkningsföretaget Plannjas fabrik i Järnforsen.